# Werner Jung (Offizier)
Werner W. Jung (* 1. August 1935 in St. Gallen; † 8. Februar 1997 in Amden) war ein Schweizer Berufsoffizier. Er war ausgebildeter Geometer und Sekundarlehrer, trat 1959 in das Instruktionskorps der Übermittlungstruppen der Schweizer Armee ein und war zuletzt Kommandant der Flieger- und Fliegerabwehrtruppen (Luftwaffe).

## Laufbahn
- 1959–1973 Instruktionsoffizier der Übermittlungstruppen
- 1974–1977 Stabsoffizier der Generalstabskurse
- 1978–1979 Naval Postgraduate School, Monterey USA
- 1979–1981 Abteilung Armeeplanung
- 1982–1986 Chef Abteilung Armeeplanung
- 1987–1989 Divisionär, Chef Führung und Einsatz
- 1990–1992 Korpskommandant, Kommandant der Flieger- und Fliegerabwehrtruppen